# Phare de l'île San Félix
Le phare de l'île San Félix  (en espagnol : Faro Isla San Félix) est un phare actif situé sur l'Île San Felix, (Province de Valparaíso), dans la Région de Valparaíso au Chili.
Il est géré par le Service hydrographique et océanographique de la marine chilienne dépendant de la Marine chilienne.

## Histoire
Ce petit phare est érigé sur un promontoire à l'ouest de l'île San Félix, du groupe des îles Desventuradas. Il se trouve à environ 850 km des côtes chiliennes.
Il n’y a pas de population permanente, mais la marine chilienne dispose d’un aérodrome et d’une base sur l’île San Félix.

## Description
Le phare est un pilier cylindrique en fibre de verre, avec une balise photovoltaïque de 4 m de haut. La tour est peinte en blanc avec une bande rouge. Il émet, à une hauteur focale de 195 m, un éclat blanc par période de 12 secondes. Sa portée n'est pas connue.
Identifiant : ARLHS : CHI-... - Amirauté : G1937 - NGA : 111-1129 .
|                                            |
| Localisation :Îles chiliennes du Pacifique |

### Lien connexe
- Liste des phares du Chili